# Rhipidolestes pallidistigma
Rhipidolestes pallidistigma – gatunek ważki z rodziny Rhipidolestidae.